# 埃夫里塔尼亚专区
埃夫里塔尼亚专区（希臘語：Περιφερειακή ενότητα Ευρυτανίας）是希臘中希臘大區西部的一個专区。面積为1,868平方公里，2011年人口20,081人。首府卡尔派尼西翁。

## 行政
在2011年的地方政府改革中，所有州份被取消，原埃夫里塔尼亞州整体改为埃夫里塔尼亚专区。埃夫里塔尼亚专区下分为2个市镇（括号内为地图中的数字）：
- 卡尔派尼西翁（1）
- 阿格拉法（2）

## 外部連結
- 官方网站 （希腊文）